# Taifa Purchena
De taifa Purchena was een emiraat (taifa) in de regio Andalusië, in het zuiden van Spanje. De taifa kende een korte onafhankelijke periode van 1145 tot 1150 onder Ibn Miqdam. In ca. 1150 werd de taifa veroverd door de taifa Murcia. De stad Purchena (Arabisch: Hisn Burxana) was de hoofdplaats van de taifa.